# Lijst van boeddhistische termen (Pali en Sanskriet)
Voor verscheidene boeddhistische termen in het Pali en Sanskriet is er geen Nederlandse vertaling beschikbaar die de breedte van de originele term adequaat weergeeft. Hieronder staat een lijst boeddhistische termen in de talen Pali en Sanskriet. Tussen haakjes staat de Nederlandse vertaling. Voor elke term is verder ook een korte definitie gegeven. Termen in andere talen dan Sanskriet en Pali kunnen in de lijst van boeddhistische lokale termen opgenomen worden. Synoniemen in andere talen kunnen onder de definitie weergegeven worden.
Dit is een lijst met boeddhistische termen uit het:
1. Pali (voornamelijk Theravada termen).
2. Sanskriet (of Boeddhistisch Hybride Sanskriet) (voornamelijk Mahayana-termen).

Zie ook:
- Lijst van boeddhistische lokale termen voor andere talen (bijvoorbeeld Thai, Japans, Tibetaans, Birmees).
- Boeddhisme van A tot Z.

## A
ācārya"leraar"
Sanskriet; Pāli; Thai:Ajahn; Chinees. 阿闍梨,　阿闍梨耶; Japans ajari, ajariya

## B
Bodhisatta(1) "iemand die naar het behalen van het Boeddhaschap streeft".
(2) "verwijst naar de Boeddha vóór dat zijn verlichting plaatsvond".
(Deze betekenis wordt gebruikt in de Theravada traditie.)
Pali
Bodhisattva"Een persoon die ernaar streeft een Boeddha te worden, zodat hij alle andere wezens van het lijden kan bevrijden".
(Deze betekenis wordt gebruikt in de Mahayana-traditie.)
Sanskriet
Boeddha"Iemand die de volledige verlichting heeft bereikt"

## K
karma"intentionele actie of handeling"
Sanskriet; Pāli:Kamma; Thai:kam

## L
lama"Spirituele leraar of guru".
Tibetaans

## S
sunyata"de leegte, of zelfloosheid"
Nauwelijks te verwoorden inzicht in de natuur van alle wezens en dingen die naar het einde van de kringloop van het bestaan leidt.
Sanskriet